# Проспер Мериме
Проспер Мериме (на френски: Prosper Mérimée, 1803 – 1870) е френски драматург, историк, археолог и автор на литературни разкази (новели). Една от неговите новели служи като основа за операта „Кармен“. Член на Френската академия от 1845 г.

## Биография
Роден е на 28 септември 1803 година (според други източници – 27 септември 1803) в Париж, Франция, в семейството на художници. Завършва право в Сорбоната през 1823, а освен това учи гръцки, испански, английски и руски език, история и археология. Той е един от първите преводачи на руска литература (Пушкин, Гогол и Тургенев) във Франция.
През 1830 е назначен на работа като главен инспектор по историческите монументи. С нюх на археолог и необикновена лингвистическа дарба, той е признат за забележителен учен. Увлича се по чертежите и строителството, като за първото има практически умения. Публикува много дописки.
Мериме се сприятелява с графиня Мария-Емануела Кирпатрик в Испания през 1830. Когато Евгения де Монтихо, дъщерята на графинята, става императрица на Франция през 1853, Мериме става сенатор.
Умира на 23 септември 1870 година в Кан на 66-годишна възраст.

## Творчество
Мериме се увлича по мистицизма, историята и необикновеното. Повлиян е от историческата белетристика на сър Уолтър Скот и жестокостта и психологическата драма в творчеството на Александър Сергеевич Пушкин. Действието в много от разказите и мистериите на Мериме се развива в чужди държави, като най-вече се вдъхновява от Испания и Русия.
През 1825 публикува първото си произведение „Театърът на Клара Гасул“, а първата си пиеса „Кромуел“ пише на 19-годишна възраст.
Най-значителен принос към френската литература имат шедьоврите му от по-късно време, като „Летопис за царуването на Шарл ІХ“ – най-достоверното от всички исторически повествования от епохата на романтизма, и „Кармен“ – най-знаменитата френска новела, връх в световната литература.
Всички произведения на Мериме са пропити от дълбок песимизъм, за тях са характерни култът на чувствата и решителното действие, вниманието към детайлите и хладната безстрастност на разказа.

## Избрано творчество
- Cromwell (1822) – първата му пиеса.
- Le Théâtre de Clara Gazul (1825)
- La Guzla (Гусла, 1827)
- La Jacquerie (1828)
- La Chronique du temps de Charles IX (Летопис за царуването на Шарл IX, 1829) – роман за придворния живот във Франция.
- Mosaïque (1833) – сборник от разкази.
- Notes de voyages (1835 – 40) – пътеписи от Гърция, Испания, Турция и Франция.
- Colomba (Коломба, 1840) – първата му известна новела, в която млада корсиканка принуждава брат си да извърши убийство заради вендета.
- Carmen (Кармен, 1845) – друга известна новела, която разказва историята на невярна циганка, убита от влюбен в нея войник. Кармен по-късно е направена на опера от Жорж Бизе през 1875.
- Lokis (1869) – произведение за свръхестественото.
- La Chambre bleue (1872) – също със свръхестествена нотка.
- Lettres à une inconnue (1874) – сборник от писма от Мериме до Жени Дакин, публикуван посмъртно.